# Sympodiomycopsis
Sympodiomycopsis är ett släkte av svampar. Sympodiomycopsis ingår i familjen Microstromataceae, ordningen Microstromatales, klassen Exobasidiomycetes, divisionen basidiesvampar och riket svampar.
|                  | Microstroma                                     |
|                  |                                                 |
| Sympodiomycopsis | \| \| Sympodiomycopsis paphiopedili \| \| \| \| |
|                  | \| \| Sympodiomycopsis paphiopedili \| \| \| \| |
|                  | Sympodiomycopsis paphiopedili                   |
|                  |                                                 |

|  | Sympodiomycopsis paphiopedili |
|  |                               |